# Tufão Cora (1966)
O tufão Cora, também conhecido como o segundo tufão Miyakojima (第2宮古島台風) no Japão, foi um tufão que atingiu as ilhas Ryūkyū em 1966.

## História meteorológica
Às 18:00 UTC de 28 de agosto, uma depressão tropical se formou a leste das Ilhas Marianas Setentrionais. Embora inicialmente se deslocasse para sudeste, a depressão começou a se curvar para sudoeste no início do dia seguinte. Durante a madrugada de 29 de agosto, passou pela ponta sul de Guam e pela Lagoa Cocos. No início do dia 30 de agosto, a depressão desacelerou seu curso e começou uma curva suave para oeste-noroeste. Às 00:00 UTC de 31 de agosto, a depressão atingiu a intensidade de tempestade tropical e começou a se mover para noroeste. Fortalecendo-se constantemente, a tempestade tropical Cora atingiu a intensidade do tufão às 00:00 UTC de 1 de setembro. Naquela época, o tufão Cora iniciou um período de rápido aprofundamento: sua pressão central caiu 45 mb (1.3 inHg) em 24 horas, de 970 mb (29 inHg) para 925 mb (27.3 inHg). No mesmo período, entre 00:00 UTC de 1 a 2 de setembro, o tufão Cora aumentou sua velocidade máxima de vento sustentada de 85 mph (137 km/h) a 145 mph (233 km/h). Tendo se intensificado significativamente, o Tufão Cora diminuiu progressivamente a sua velocidade de avanço e voltou para oeste-noroeste nas 36 horas seguintes. Durante este período, o Tufão Cora atingiu ventos de pico iguais aos de um supertufão mínimo na escala de classificação do Joint Typhoon Warning Center. Às 12:00 UTC de 3 de setembro, virou para oeste e manteve a velocidade do vento de 150 mph (240 km/h) por mais 24 horas. Na noite de 4 de setembro, o Tufão Cora iniciou mais uma curva para oeste-noroeste e se intensificou no que é equivalente a um tufão de categoria 5 na escala de furacões de Saffir-Simpson; no entanto, a classificação não existia até que a escala foi criada pela primeira vez na década de 1970 e depois usada retroativamente para avaliar as tempestades passadas. Pouco antes da meia-noite UTC de 5 de setembro, o Tufão Cora passou apenas a 5 mi (8.0 km) a sudoeste da Ilha de Miyakojima, sua parede de olho norte impactando a ilha por várias horas. Durante esta passagem, a pressão central no Tufão Cora caiu para 918 mb (27.1 inHg), o menor observado em sua vida útil. No entanto, o Tufão Cora não atingiu a sua velocidade máxima de vento de 175 mph (282 km/h) por mais 12 horas, até as 12:00 UTC do dia 5 de setembro.
Depois de atingir o pico com essa intensidade, o Tufão Cora continuou se movendo para oeste-noroeste em direção à China continental; por volta da meia-noite UTC em 6 de setembro, seu olho passou a 20 mi (32 km) sudoeste das Ilhas Senkaku. Entre 12:00 UTC de 5 de setembro e 00:00 UTC de 6 de setembro, o Tufão Cora flutuou brevemente em intensidade, seus ventos alternando entre 160–175 mph (257–282 km/h); no entanto, geralmente manteve a sua intensidade e permaneceu na intensidade da categoria 5 por mais um dia, até às 00:00 UTC do dia 7 de setembro, após um total de 42 horas passadas nesse nível. Em algum momento antes da meia-noite UTC de 7 de setembro, o Tufão Cora atingiu a província de Fuquiém, na China, com ventos sustentados estimados em 160 mph (260 km/h), tornando-se um dos dois únicos tufões de categorias 5 que atingirão a República Popular da China. Depois de atingir a costa, o Tufão Cora rapidamente perdeu a intensidade do tufão e fez uma curva para o nordeste. Passou perto de Jinhua, Hancheu e Sucheu; no momento em que estava mais próximo de Sucheu, já era uma baixa remanescente. Em 8 de setembro, a baixa remanescente virou para o nordeste, sobre o Mar da China Oriental, e se aproximou da Península Coreana. Pouco depois das 06:00 UTC de 9 de setembro, atingiu a província de Chungcheong do Sul, na República da Coreia. A dissipação ocorreu no interior, seis horas depois.

## Preparativos e impacto

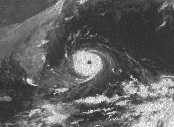
Cora (4 de setembro)

À medida que o tufão se aproximava da Ilha de Okinawa, os voos para a ilha foram cancelados por cinco dias, deixando cerca de 1.000 fuzileiros navais americanos presos no Vietname do Sul. Os fuzileiros navais deveriam chegar a Okinawa, sua área de concentração, mas foram enviados para um acampamento em Da Nang, parte do território sul-vietnamita em 1966.
Nas ilhas Ryukyu do sul, o Tufão Cora foi considerado o tufão mais destrutivo em pelo menos 75 anos. Lá, os fortes ventos e ondas da tempestade destruíram 520 casas nas ilhas de Miyakojima e Ishigaki. O pior dano ocorreu em Miyakojima; a tempestade também danificou 1.400 casas, deixando 2.363 pessoas desabrigadas. Na ilha, um observatório meteorológico japonês registrou ventos sustentados de 118 kn (136 mph) (60.8 m/s (219 km/h)), com rajada máxima de 166 kn (191 mph) (85.3 m/s (307 km/h)). A rajada de pico ainda é a maior velocidade oficial do vento já registrada no Japão. A pressão mais baixa na ilha de Miyakojima, 928.9 mb (27.43 inHg), foi registrado às 10h01, horário local, em 5 de setembro. Ao todo, 296.1 mm (11.66 in) de chuva caiu durante o Tufão Cora. Além disso, até cinco navios de cinco toneladas foram destruídos e outros quatro foram danificados. A poderosa tempestade, enquanto estava no pico de intensidade perto de Miyakojima, também destruiu uma das duas bases de radar lá, e danos significativos às plantações foram relatados; estimativas posteriores indicaram que 70% da cana-de-açúcar da ilha foi destruída. As perdas totais em Miyakojima e Ishigaki atingiram $ 30 milhões (1.966 USD).
Movendo-se lentamente pelas ilhas Ryukyu do sul, Cora atingiu a região por mais de 30 horas. Miyako-jima sofreu o impacto do tufão; os ventos sustentados na ilha atingiram 219 km/h (136 mph), enquanto as rajadas atingiram o pico de 307 km/h. Isso colocou Cora como um evento de mais de 1 em 100 anos na região. Ventos de pelo menos 144 km/h atingiram Miyako-jima por 13 horas contínuas. Das 11.060 casas em Miyako-jima, 1.943 foram destruídas e outras 3.249 severamente danificadas. A maioria deles eram estruturas de madeira cujas estruturas foram comprometidas quando seu telhado foi arrancado. As estruturas de aço também sofreram danos consideráveis, enquanto os edifícios de concreto armado se saíram melhor. Os efeitos resultantes deixaram 6.000 residentes desabrigados. A escala dos danos variou em toda a ilha, com Ueno-mura sofrendo as perdas mais extensas. Das 821 casas da comunidade, 90,1% foram severamente danificadas ou destruídas. Uma estação de radar da Força Aérea dos Estados Unidos foi destruída na ilha. Na vizinha Ilha de Ishigaki, onde rajadas de vento atingiram 162 km/h (101 mph), 71 casas foram destruídas enquanto outras 139 foram severamente danificadas. As perdas totais de Cora na região chegaram a US$ 30 milhões. Apesar da gravidade dos danos, nenhuma morte ocorreu e apenas cinco feridos foram relatados.
Na vizinha Taiwan (então chamada Formosa), o Tufão Cora produziu ventos fortes ao longo da costa norte da ilha. Os ventos de pico em Taipé atingiram 70 mph (110 km/h). Rajadas de vento de até 130 km/h (80 mph) causaram danos notáveis em Taiwan, com 17 casas destruídas e outras 42 danificadas. Uma ilha menor perto da tempestade relatou uma rajada de pico de 226 km/h (140 mph). As fortes chuvas foram geralmente confinadas às áreas do norte da ilha, com pico de 405 mm (15,9 pol.). Três pessoas foram mortas durante a passagem de Cora, enquanto outras dezessete ficaram feridas. Além disso, 5.000 pessoas foram evacuadas. Os danos totalizaram NT $ 4,2 milhões. Atingindo a província de Fujian, na China, logo após o tufão Alice, Cora exacerbou os danos na região. Os danos à propriedade foram extremos, com mais de 21.000 casas destruídas e quase 63.000 danos a mais. Estima-se que 265.000 pessoas foram severamente afetadas pela tempestade. Um total de 269 pessoas morreram durante a tempestade, enquanto outras 2.918 ficaram feridas; 52 pessoas também foram listadas como desaparecidas. Enormes inundações ocorreram como resultado das chuvas de Alice e Cora, danificando 190.000 hectares (469.000 acres) de plantações que resultaram em uma perda de 195.000 kg (430.000 lb) na produção de alimentos.
O JMA no Japão nomeou o tufão 2º Miyakojima Typhoon.